# Křížový kámen v Jeřeni
Křížový kámen stojí v rohu oplocené zahrady čp. 27 v katastrálním území Jeřeň v obci Valeč v okrese Karlovy Vary. V roce 2014 byl Ministerstvem kultury České republiky prohlášen kulturní památkou ČR.

## Historie
Křížový kámen je neznámého stáří, údajně byl postaven jako připomínka na smrt velitele švédských vojsk z období třicetileté války. Původně stál v poli u zaniklé polní cesty, která vedla přes vrch Seeberg do Vrbice jihozápadně od vsi Jeřeň. V polovině 20. století byl nalezen a přemístěn na zahradu domu čp. 27, kde byl v roce 2001 umístěn na vyzděnou terasu. Křížový kámen je regionální atypicky řešené středověké dílo.

## Popis
Křížový kámen je hrubě opracovaný žulový monokit tesaný do dlouhého protáhlého tvaru. Na jižní straně je v horní polovině je zhotoven basreliéf ve tvaru řeckého kříže. Jeho celková výška je 1,27 m, z toho nadzemní část se udává  v rozmezí 0,89–0,93 m, šířka je 0,35–0,40 m a tloušťka je v rozmezí 0,20–23 m.